# يوجينيو جيراردو لوبو
يوجينيو جيراردو لوبو (بالإسبانية: Eugenio Gerardo Lobo)‏ هو شاعر إسباني، ولد في 24 سبتمبر 1679 في Cuerva ‏ في إسبانيا، وتوفي في 1750 في برشلونة في إسبانيا.